# Dendrobates (orchideeënfamilie)
Dendrobates is een monotypisch geslacht uit de onderfamilie Epidendroideae. Het telt één soort.  Het geslacht is afgesplitst van Dendrobium.
Dendrobates virotii is een zeldzame epifytische, soms terrestrische orchidee van warme, vochtige regenwouden, endemisch voor Nieuw-Caledonië. De plant heeft lange, gezwollen bloeistengels met tegenoverstaande, elliptische, leerachtige bladeren en zijstandige trossen met talrijke bruine of roodbruine bloemen met een witte of oranjerood met witte bloemlip.

## Naamgeving enetymologie
De botanische naam Dendrobates is afkomstig van het Oudgriekse δένδρον, dendron (boom) en βάτης, batēs (wandelaar).

## Taxonomie
Dendrobates is in 2002 van Dendrobium afgesplitst door Clements en Jones
.
Het geslacht telt één soort: Dendrobates virotii (Guillaumin) M.A.Clem. & D.L.Jones (2002)